# Scott Goodman
Scott Goodman, né le 20 août 1973 à Hobart, est un nageur australien.

## Biographie
Aux Jeux olympiques d'été de 1996 à Atlanta, il remporte la médaille de bronze dans l'épreuve du 200m papillon.